# Zappner Mór
Zappner Mór, névváltozat: Zapner (Gomba, 1874. november 1. – Dachau ?, 1945. február 16.) magyar gépészmérnök, műszaki főtanácsos, elektromérnök.

## Élete
Zapner Sámuel és Wipner Karolina fiaként született. Középiskoláit a nagykállói főreáliskolában (Állami Szabolcs vezér gimnázium) végezte 1891-ben, majd a budapesti királyi József Műegyetemen gépészmérnöki tanulmányokat folytatott, 1897-ben kapott oklevelet. Ezután a Budapesti Közúti Vaspálya Társaság villamos osztályán dolgozott, majd miután a cég a Városi Villamos Vasúttal egyesült, a Beszkárthoz került, s itt az áramfejlesztő telepen dolgozott. Itteni szolgálata során jelentős eredményeket ért el az áramelosztás és az áramvisszavezetés fokozása területén. 1907. november 19-én Budapesten, a Józsefvárosban házasságot kötött Langraf Reginával (Langraff René), Langraf Mór és Naschitz Matild lányával. 1919-től mint műszaki tanácsos dolgozott, majd Eszéken Befestigungsbau-Ingenieurként alkalmazták. A közúti vasúttársaság mérnöke volt. Műveiben a villamossággal és a villamos vontatással foglalkozott. Felesége elhunyt 1944. november 1-jén Budapesten 68 éves korában.
Cikkei a Budapesti Hírlapban (1906. Mikor halálos az elektromosság?); a Kazán- és Gép-Ujságban (Füstemésztés) és az Elektrotechnika című műszaki lapban.

## Munkái
- A vízgőzök hőelmélete. Bpest, 1901. Szövegábrákkal.
- Elektromos ellenállásmérések, különös tekintettel a kábelmérési gyakorlatra. Bpest, 1906. (Ism. Pesti Hirlap 1907. 12. sz.)
- Villamos kezelők kézikönyve. Bpest, 1909.
- Közúti vasúti vontatás. Budapest, 1925.
- Mi a villamosság? Budapest, Magyar Elektrotechnikai Egyesület, 1927.
- Az Alföld öntözése és a kapcsolatos villamosítási lehetőségek. Budapest, Magyar Elektrotechnikai Egyesület, 1932.